# エヌマ・エリシュ
『エヌマ・エリシュ』 (Enûma Eliš, Enuma Elish) は、バビロニア神話の創世記叙事詩である。この文献はマルドゥク神が中心に据えられ、人間は神々への奉仕のために存在しているといった、バビロニア人の世界観を理解するうえで重要なものである。
アッシュールバニパルのニネヴェ図書館（ニネヴェ）より発掘され、ヘンリー・レイヤードによって修復された。7つの粘土板にアッカド語で刻まれており、その文章量は7つを合計して約1,000行（1枚に115 - 170行）に及ぶ。第5板の大部分は欠落しているが、それを除けばテキストはほぼ原型をとどめている。第5板の複製は、トルコのハラン遺跡から発見された。他にもバビロニアやアッシリアにおいて、様々な翻訳・複製品が発見されている。
内容自体は、バビロニア王ハンムラビがメソポタミアを統一して都市神マルドゥクの地位が向上した、紀元前18世紀に成立したと考えられている。紀元前14世紀から12世紀に成立したという説もある。アッシュールバニパルの図書館のものは、紀元前7世紀に遡る。書かれた当初の目的は神話の記述にはなく、バビロンの都市神マルドゥクが他の都市の神に比べて優越していることを示すためであった。

## 内容
『エヌマ・エリシュ』はインキピット（文書の冒頭の数語をさす言葉）であり、「そのとき上に」を意味する。第1板は以下の言葉から始まる。

### 第1書版
冒頭で、真水を司るアプスー、塩水を司るティアマト、そしてその息子で霧を司るムンムといった、原初の神が登場する。アプスーとティアマトの交合から、ラハムとラフム、アンシャルとキシャル、アヌ、その子エアとその兄弟たちなど、さまざまな神々が生まれた。神々は非常に騒がしかったため、アプスーとティアマトは不愉快に思った。アプスーは神々を滅ぼそうと企ててティアマトに提案する。
「彼らのふるまいに私は我慢ができない。私は昼は休めず、夜は眠れない。彼らの騒ぎをやめさせるために、彼らを滅ぼしたい。そして、私たちのために静寂が支配するように、(最後に)私たちが眠ることができるように」(一・三七四〇)。
「ティアマトは、夫にむかってわめきはじめた。苦しんで叫んだ……『なんですって! 私たちが創ったものをみずから滅ぼすんですって! たしかに、彼らの行ないは不快ですけれど、我慢して優しくしてあげましょうよ』」(一・四一―四六)。
と、反対される。アプスーはムンムの同意を受けて計画を実行しようとするが、それを悟ったエアは魔法でアプスーを眠らせて殺し、ムンムを監禁した。
エアはアプスーの体の上に自らの神殿エアブズを建設し、妃のダムキナとの間にマルドゥクをもうける。エアよりも優れたマルドゥクの誕生を喜んだアヌにより贈られた4つの風で遊ぶマルドゥクにより、ティアマトの塩水の体はかき乱され、ティアマトの中に棲む神々は眠れなくなった。
ティアマトはこれらの神々の説得に応じ、アプスーの死への復讐を企てた。ティアマトは力を強め、これらの神々も力を合わせた。ティアマトは戦いに勝利するため、2番目の夫キングーに天命の書板を与えて最高神の地位に据え、さらに11の合成獣の軍団を創り出した。

### 第2書版
ティアマトにエアもアヌも対抗できない。ティアマトへの対抗者としてエアの子マルドゥクが立つ。

### 第3書版
アンシャルは神々を集め、ティアマトと戦うため、マルドゥクを最高位につけた。

### 第4書版
マルドゥクはティアマトを倒した。ティアマトの体は2つに切られ、半分は天になった。

### 第5書版
ティアマトに勝利したマルドゥクは天命の書板をアヌに進呈し、世界法則の制定及びさらなる世界の創造を進める。

### 第6書版
マルドゥクはキングーを殺し、その血から人間を創造したことで、これらの神々は労働から解放された。それに喜んだ神々はマルドゥクへの奉仕として、神々の住み家であるバビロンの建設に着手し、2年でこれを完成させた。

### 第6書版後半～第7書版
神々はマルドゥクに最高神の権威を与え、50の名で彼を讃えた。ここにおいてマルドゥクが、初期メソポタミア文明において神々の王とされていたエンリルの地位を超越したことが注目される。
それとは逆に、ティアマトは原初の神としての位を失い、悪魔にされて、勝利した若い神に殺された不幸な神である。また、人間創造の点に置いて、人間の身体は神と「悪魔」の両方の素材から創られたことになる。

### 登場する主な神々
- アプスー
- エア
- キングー
- ティアマト
- マルドゥク
- ムンム

## 日本語訳
- 杉勇/訳 『筑摩世界文学大系 1 古代オリエント集』 筑摩書房、1978年、ISBN 4-480-20601-9。